# Otto Lippross (Mediziner)
Otto Lippross (* 1910 in Dortmund; † 20. April 1997 ebenda) war ein deutscher Mediziner und ärztlicher Standespolitiker.

## Leben und Wirken
Otto Lippross studierte er an den Universitäten Karlsruhe, Marburg, München, Berlin und Jena Medizin; nach seiner Approbation als Arzt war er in Dortmund und Düsseldorf in der Pathologie und Pharmakologie tätig und erhielt 1940 die Anerkennung als Internist. 1943 habilitierte er sich als Externer an der Universität Leipzig. Nach dem Ende des Zweiten Weltkrieges ließ er sich in Dortmund als Internist nieder.
Lippross war lange Jahre berufspolitisch engagiert. 1953 wählte ihn der Deutsche Ärztetag in den Deutschen Senat für ärztliche Fortbildung, dessen Vorsitzender er von 1979 bis 1982 war.
1970 wurde er zum Honorarprofessor mit einem Lehrauftrag für Physikalische Therapie an der Universität Münster ernannt.

## Veröffentlichungen
- Logik und Magie in der Medizin. München 1969.

## Ehrungen
- 1965: Ernst-von-Bergmann-Plakette der Bundesärztekammer
- 1976: Bundesverdienstkreuz am Bande
- 1985: Paracelsus-Medaille der Deutschen Ärzteschaft